# Infierno, canto tercero

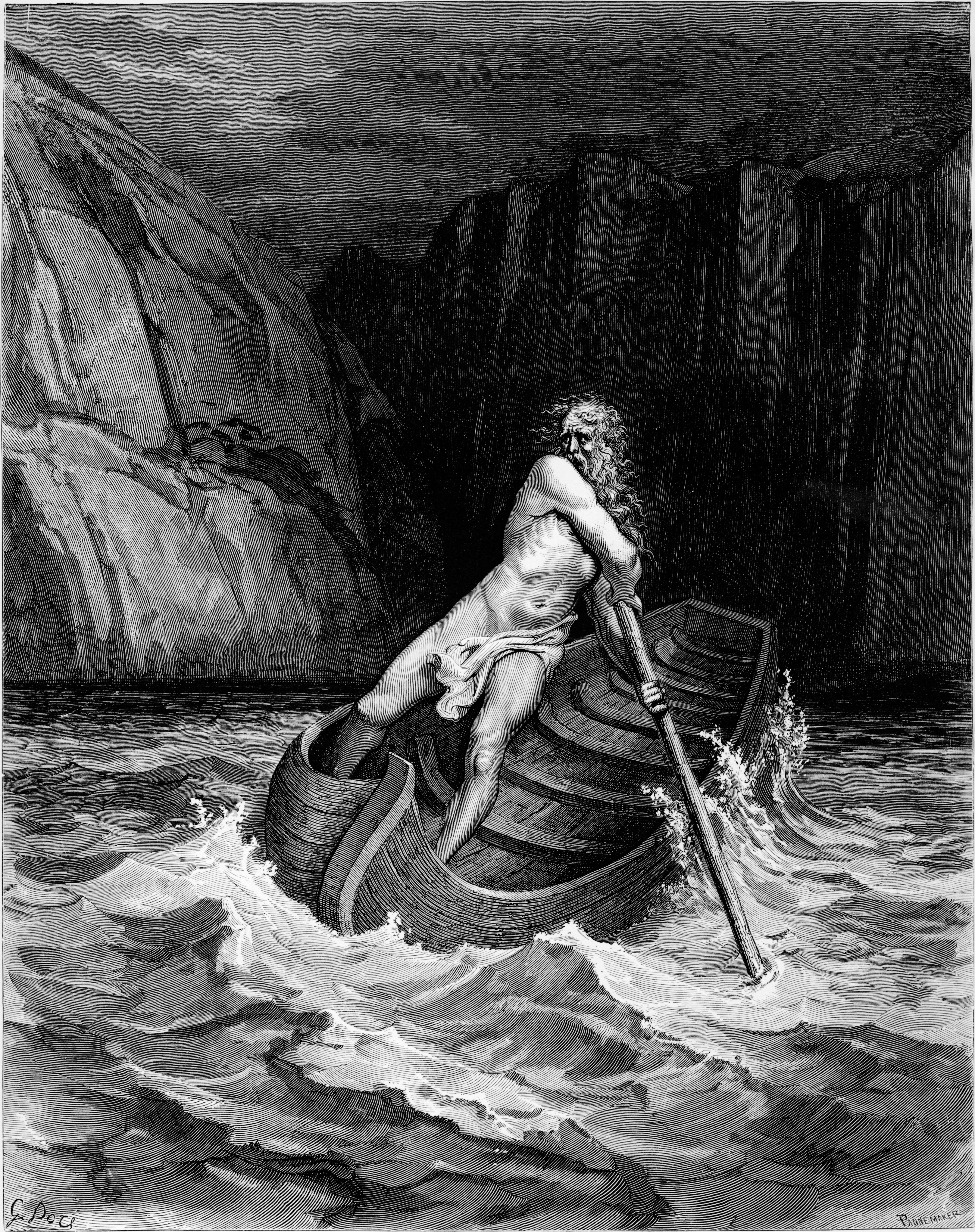
Caronte, ilustración de Paul Gustave Doré.

El canto tercero del Infierno de la Divina comedia de Dante Alighieri se desarrolla en el Anteinfierno, donde se castiga a los indiferentes, y más tarde en la orilla del Aqueronte, el primero de los ríos del infierno. Es la noche entre el 8 y el 9 de abril de 1300 (Sábado Santo) o, según algunos comentadores, entre el 25 y el 26 de marzo de mismo año.

## Incipit
Canto terzo, nel quale tratta de la porta e de l'entrata de l'inferno e del fiume d'Acheronte, de la pena di coloro che vissero sanza opere di fama degne, e come il demonio Caronte li trae in sua nave e come elli parlò a l'auttore; e tocca qui questo vizio ne la persona di papa Cilestino.

## Análisis del canto

### La puerta del Infierno (versos 1-)
Por mí se va a la ciudad doliente,

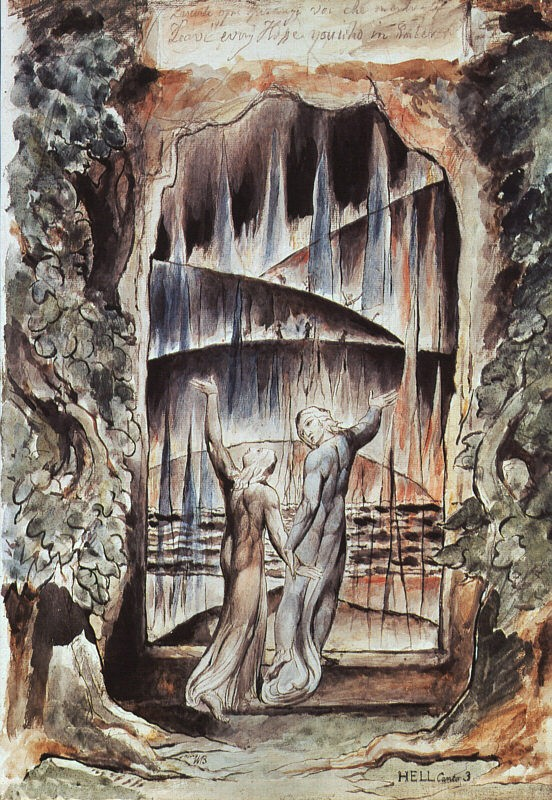
La puerta del Infierno, dibujo de William Blake.

por mí se ingresa en el dolor eterno,

por mí se va con la perdida gente.
vv. 1-3

Con esta anáfora comienza el viaje de Dante, que inicia con la inscripción de la Puerta del Infierno, similar a aquellas que solían encontrarse en las puertas de las ciudades medievales. El texto está compuesto por tres versos e insiste en el dolor (dos veces), la eternidad (en tres ocasiones) de las penas sin esperanza de resarcimiento, cerrándose con el célebre verso lapidario «¡Perded toda esperanza los que entráis!».
La inscripción recita cómo ella fue construida en función de la Justicia de la Trinidad, indicada con sus atributos:
1. Divina Potestad = Padre
2. Suma Sapiencia = Jesús
3. El Primer Amor = Espíritu Santo

La inscripción fue creada después de la creación de la cosas eternas, por eso es eterna: es decir, el Infierno fue creado después de la caída de Lucifer (que puso inicio al mal). Antes solo existían los ángeles, la materia pura, los cielos y los elementos: todas cosas incorruptibles. En la conclusión de dejar toda esperanza la puerta enfatiza que el viaje de los condenados es sin regreso y recuerda un verso análogo de la Eneida sobre el descenso de Eneas al Averno (VI 126-129).
Dante, quien ha reportado las palabras como si se hubiesen pronunciado por sí mismas, le pregunta a Virgilio por su significado, a lo que el maestro responde que es el punto en el que se debe dejar toda duda (sospetto) y titubeo, pues es el sitio del que le había hablado, en el que se castiga a las gente adolorida que han perdido a Dios, el bien intelectual por excelencia. Luego Virgilio reconforta a Dante tomándolo por la mano y mostrándole un rostro tranquilo: entran así en las secretas cosas, es decir separadas del mundo. El canto tercero se trata sobre el infierno es el camino que produce a la ciudad del llanto, del dolor donde esta raza condenada. La justicia me animo y me hizo la divina potestad

### Los ignavos (vv. 22-69)

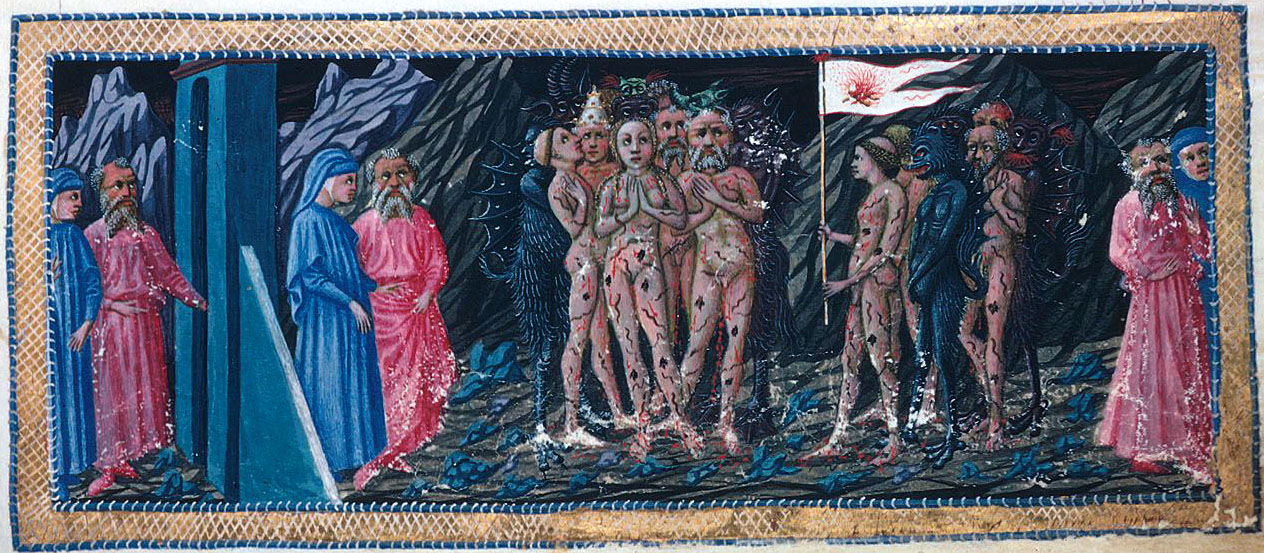
Ilustración de la primera parte del canto III, obra de Priamo della Quercia

La primera impresión que tiene Dante del reino infernal es de tipo auditivo: suspiros, llantos y gritos retumban en el «aire sin estrellas» (es decir, sin cielo), por los cuales Dante se conmueve y comienza a llorar: en un crescendo de sonidos él escucha «palabras de dolor, acentos de ira, / altivas y roncas voces»... el todo en una manta atmosférica sin tiempo, es decir donde ni se reconoce si es de día o de noche, como en una tormenta de arena («como la arena que el torbellino aspira»). Sobre la descripción de los sonidos del Averno de la Eneida (VI 557-558) la de Dante, si bien claramente inspirada por ella se focaliza sobre el desconsuelo que tales sensaciones producen en él como hombre vivo, y no en registro exterior de Virgilio.
Con la cabeza llena de error (dudas) Dante pregunta entonces a Virgilio qué son esos sonidos, esa gente que parece tan vencida por el dolor. Este verso es ambiguo porque algunas versiones escriben orror (horror); por lo tanto si fuese buena la segunda Dante tenía la cabeza llena de horror.
Virgilio inicia así a explicar en qué lugar se encuentran, el Anteinfierno, donde son castigadas la tristes almas que vivieron sin infamia y sin honor. Ellas son los ignavos, almas que en vida no hicieron ni el bien ni el mal por su elección de cobardía.
Entre estos hombres están los ángeles, que al tiempo de la revuelta de Lucifer no tomaron ni la parte de Lucifer ni la de Dios, sino que se retiraron apartándose de la revuelta. Es un invento puramente dantesco, inspirado quizás en leyendas populares pero que no tiene ninguna fuente escrita.
Estos condenados son echados del cielo, porque arruinarían el esplendor. Ni el infierno los quiere porque los condenados podrían vanagloriarse respecto a ellos porque ellos pudieron, en la vida, elegir por lo menos de que lado estar (aunque sea el lado del mal).
Dante pregunta porqué se lamentan tan fuerte y Virgilio responde explicando su pena: sin esperanza de morir, ellos tienen aquí una ínfima ciega vida que hace que envidien cualquier otra pena. En el mundo no dejaron ninguna fama, menospreciados también por Dios (misericordia y justicia), recomendándole al protagonista no desperdiciar reflexiones, limitándose a mirarlos y a continuar su tránsito, como lo expresa en el célebre verso 51: «no tratemos ya de ellos, mas mira y pasa».
Y mientras los dos pasan ignorándolos Dante describe su pena: ellos siguen una insignia (en sentido militar, como una bandera; interpretada por algunas, dado el tono del canto, como un trapo sin valor) que se mueve sin descansar. Son un grupo tan grande que Dante nunca habría creído que la muerte había matado a tantos.
Por contrapaso, son condenados eternamente a correr desnudos, atormentados por avispas y moscas que surcan de sangre su cuerpo, y en sus pies hay un manto de gusanos que se alimentan de las lágrimas mezcladas con sangre (vv. 65-69): la pena es más degradante que dolorosa, y Dante insiste en la mezquindad de aquellos «que nunca fueron vivos».
Con la técnica del contrapaso, vista aquí por primera vez, Dante logra crear imágenes reales y hace sentir a los lectores los sentimientos que afloran lentos entre los renglones de la Comedia, encuadrando la obra de la justicia divina. Interesante notar como estos pecadores son despreciados tanto por Virgilio, que dice a Dante de pasarlos sin dignarse a mirarlos, tanto por los diablos que no los aceptan ni en el verdadero infierno.
El desprecio del poeta hacia estos pecados es máximo y completo, porque quien no supo elegir en vida, es decir elegir de qué lado quedarse, en la muerte quedará un paria obligado a correr detrás de una bandera que no pertenece a ningún ideal.

#### Lagran renuncia
Después de haber reconocido a algunos

me fijé más y conocí la sombra de aquel

que por vileza hizo la gran renuncia.
vv. 57-59

Dante nota entre las almas a «aquel que miserable hizo la gran renuncia», pero no lo nombra: esta persona podría ser Celestino V, Giano della Bella, Esaú, Poncio Pilato o un personaje puramente simbólico. La primera hipótesis viene considerada porque Dante lo reconoce inmediatamente, por lo tanto puede tratarse de un compañero suyo. Además, cuando él cita personas sin nombrarlas generalmente es porque son personas tan famosas que no es necesario decir su nombre. Además, los principales comentadores contemporáneos indican a Celestino V como el artífice de la «gran renuncia» y también los miniaturistas pintaban una figura con la tiara en la espalda.
A partir de Benvenuto da Imola se puso en duda este reconocimiento, que desde ese momento perdió totalmente el apoyo de los críticos dantescos, también por el cambio de evaluación sobre Pietro da Morrone a partir de la apología que hizo Petrarca en De vita solitaria. Además, en 1313 Celestino V fue santificado y Dante todavía vivía. A pesar de eso Dante igual podría haber querido subrayar su juicio negativo sobre Celestino y sobre el papa Clemente V que lo había beatificado.
Hoy en día la crítica no coincide en la identificación del personaje; algunos consideran que Poncio Pilato sería el susodicho, a causa de la proverbial gravedad de su pecado: la cobardía de no salvar a Cristo de la crucifixión.

### El río Aqueronte y Caronte (vv. 70-129)

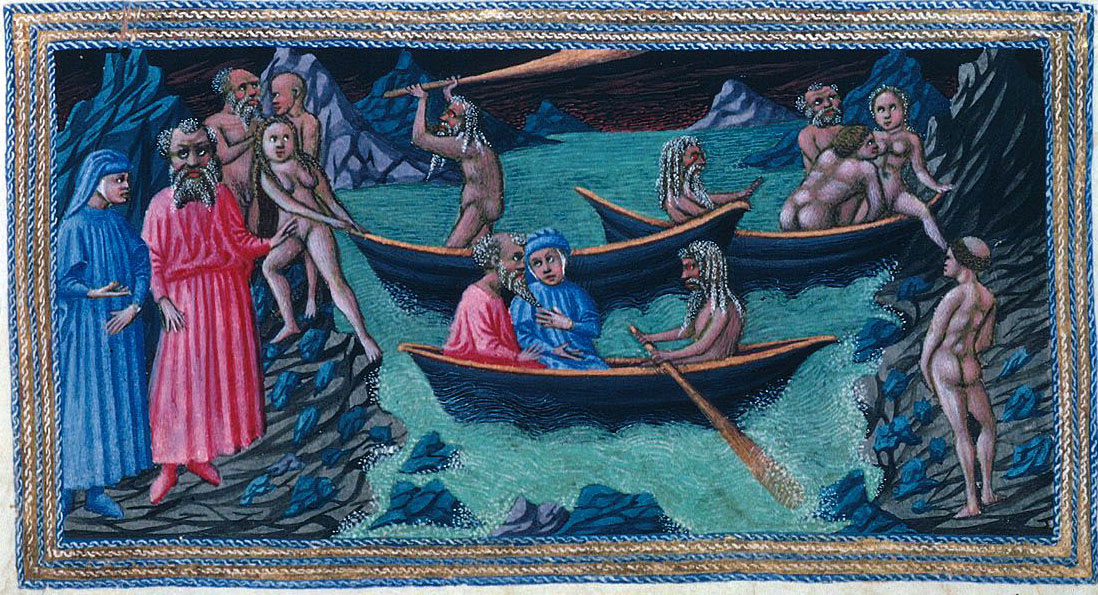
Ilustración de la segunda parte del canto III, Priamo della Quercia

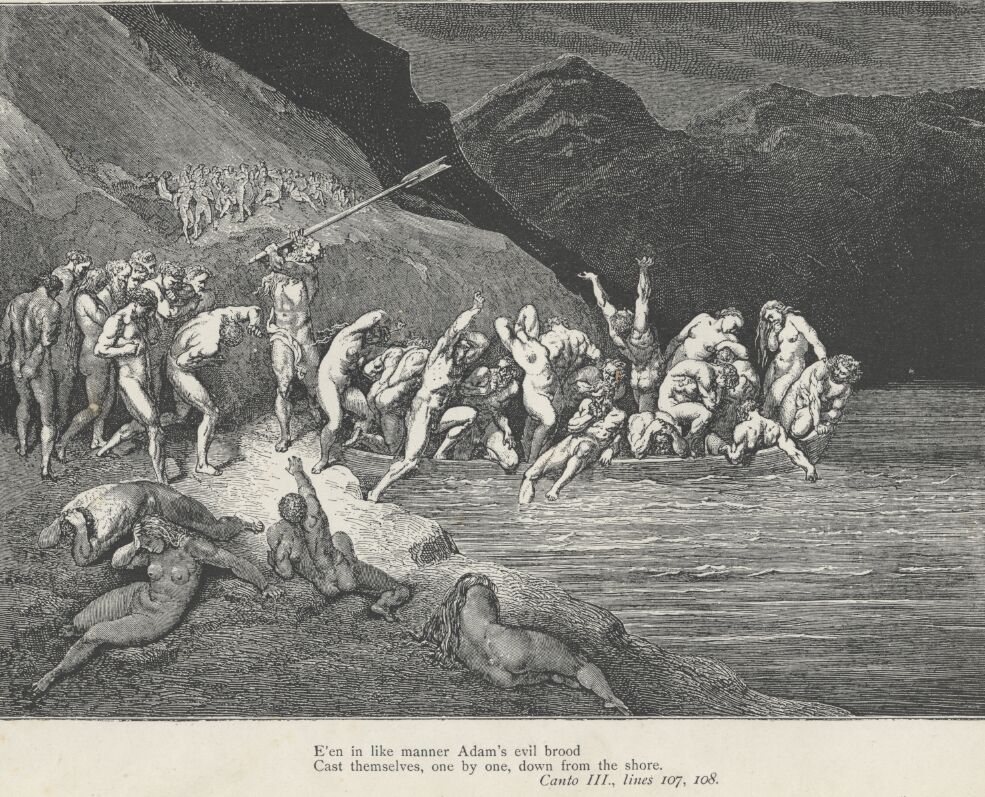
Caronte empuja las almas a la barca, ilustración de Paul Gustave Doré

Observando, Dante ve gente apiñada en la orilla de un gran río, lista para atravesarlo, y pregunta a Virgilio quiénes son, pero Virgilio dice que eso será respondido cuando lleguen a la triste ribera del Aqueronte. Dante entonces se avergüenza de su impaciencia y avergonzados los ojos se abstiene de hablar hasta la orilla.
A continuación, llega un barco conducido por un viejo canoso por antiguo pelo (por la vejez avanzada) que grita «¡Ay de vosotras, almas perversas!». La descripción de Caronte (o Carón), el barquero de las almas, llama indirectamente a la que da Virgilio en la Eneida (VI 298-304), pero Dante solo da algunas partes más concisas y llenas de significado respecto a la descripción más completa y estática del poeta latino.
Sigue después la increpación de Caronte, que desalienta a las almas y enfatiza la eternidad de sus penas: (perífrasis) «¡No esperéis ya más de ver el Cielo! Aquí vengo a llevaros a la otra orilla a las tinieblas eternas, al calor y al hielo» (alusión a las penas infernales). Después se dirige directamente a Dante diciéndole que, en tanto que es alma viva debe separarse de los muertos, pero Dante duda. Entonces Caronte le dice que este no es su barco: los espera un  leve leño que los llevará a una playa (la del Purgatorio).
Entonces Virgilio le habla diciéndole que no se enfade (y pronuncia el nombre Carón por primera vez): «quiérese así allá, donde se puede todo / lo que se quiere, y no preguntes más».
Entonces, las velludas mejillas del barquero se aquietan, pero no los ojos como círculos de fuego.
Las almas de los nuevos condenados, cansadas y desnudas, en tanto, después de haber escuchado la increpación de Caronte palidecen de miedo, aprietan los dientes y blasfeman a Dios, sus padres, la especie humana y el lugar, la hora, la estirpe y la semilla que los había generado.
Después se reúnen todas llorando en aquella orilla del mal donde termina quien no le teme a Dios. Caronte demonio con ojos como brasas, las reagrupa y golpea con el remo a quien se atrasa: así como las hojas en otoño caen una después de otra hasta que la rama está vacía, así hace aquel simiente malo de Adán, la estirpe de los condenados. Parten de la playa y entran una a una en la barca, como pájaro amaestrado que recibió la señal. Pasan después al oscuras ondas y mientras un nuevo grupo se junta en la orilla de la otra parte.
Ahora, Virgilio juzga la ocasión como apropiada para la explicación: todos aquellos que mueren con ira hacia Dios terminan en aquel lugar. La justicia divina los obliga a pasar aquel río, así que también sus miedos se transforman en espera y deseo. Caronte se quejaba de Dante porque aquí nunca había pasado un alma buena. Virgilio casi sobreentiende que hay una ley divina que prohíbe a aquellos que no están condenados a subir en el barco para pasar el Aqueronte. Es más, también en el caso de Dante parece coherente mantener esta ley, pues si bien pasa el río, su subida en el barco no es narrada para dar a entender que su pasaje sucedió de distinta forma a la que se le ocurra al lector.

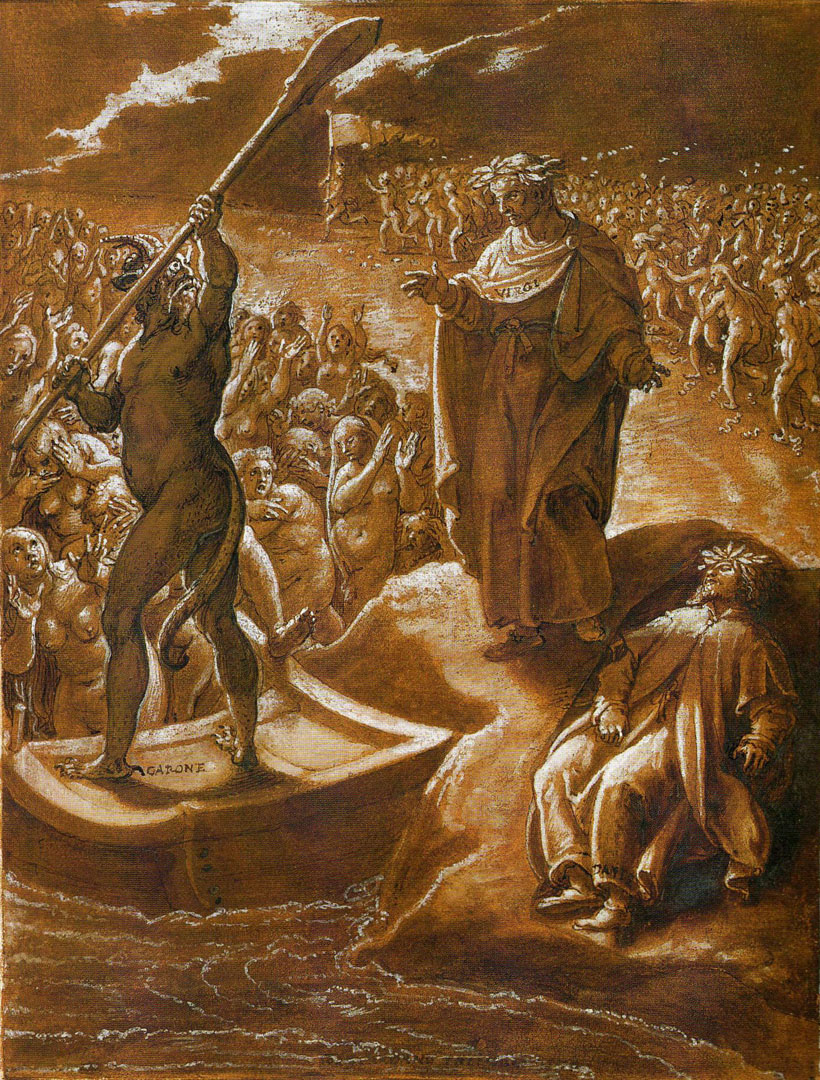
Canto 3, de Giovanni Stradano, 1587.

### Terremoto y desmayo de Dante (vv.130-136)
Apenas Virgilio termina de hablar la tierra oscura se mueve, tan violentamente que al recordarlo el autor afirma que se le cubre la frente de sudor.
De la tierra impregnada de lágrimas salen resoplidos de vapor y un rayo rojo atraviesa el aire: esto supera cada sentido de Dante que se desmaya como un hombre que cae en dormido. Según Aristóteles, la ciencia a Dante contemporánea, se creía que los terremotos eran causados por fuertes corrientes de viento presentes en el subsuelo, los cuales, dilatados por las fuentes de calor no encontraban salida hacia arriba y el externo. Además, estos hechos están narrados en las Escrituras, donde muy seguido al verificarse un fenómeno natural como puede ser un terremoto, viento, rayos y truenos, se dice que eran causados por el descenso de Dios que irrumpía en la historia.
Al inicio del próximo canto Dante volverá a escuchar el ruido del trueno del mismo relámpago y se encontrará de manera sobrenatural del otro lado del río. Esto permite que pase el Aqueronte sin ser un condenado y muestra como Dante admita a veces elementos sobrenaturales en su viaje. Ellos son después de todo expresiones de Dios que, veremos varias veces, aparece en el reino del ultratumba aplicando las leyes naturales (terremotos, truenos etc) que puso en el mundo de los vivos.